# Puteri Indonesia
Puteri Indonesia (en javanés: (Hanacaraka) ꦦꦸꦠꦺꦫꦶꦆꦤ꧀ꦢꦺꦴꦤꦺꦱ, lit. 'Princesa de Indonesia') es un concurso de belleza nacional en Indonesia. Puteri Indonesia se lleva a cabo tradicionalmente en marzo, junto con la celebración del Día Internacional de la Mujer. El concurso envía representantes a los concursos Miss Internacional, Miss Supranacional, Miss Charm y Miss Cosmo.
La actual Puteri Indonesia es Firsta Yufi Amarta Putri de Java Oriental, quien fue coronada el 2 de mayo de 2025 en el Centro de Convenciones de Yakarta, Yakarta.

## Historia

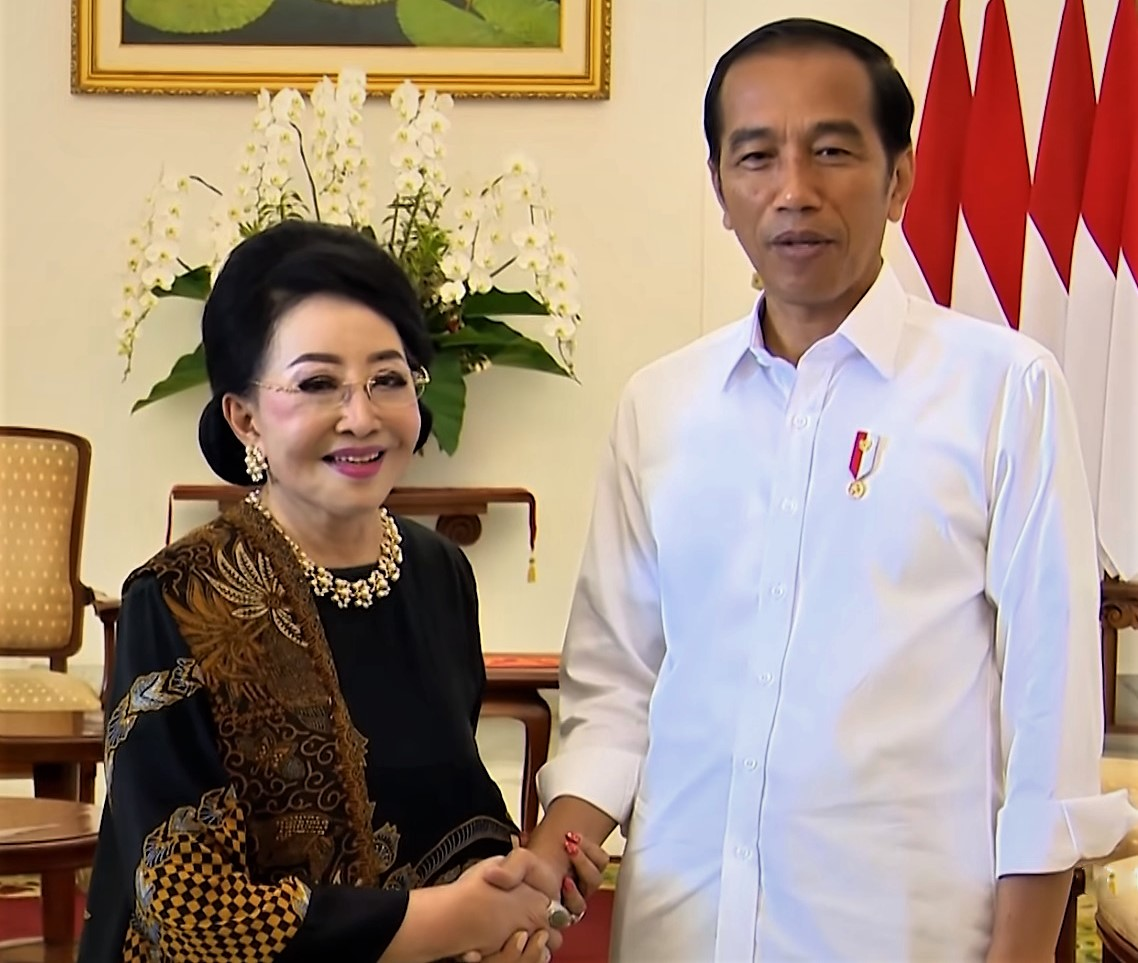
La presidenta y directora ejecutiva de la Org. Puteri Indonesia, la princesa real más alta Mooryati Soedibyo del Sunanato de Surakarta, reuniéndose con el presidente Joko Widodo en el Palacio Presidencial de Bogor.

La presidenta y propietaria de Puteri Indonesia son la princesa Mooryati Soedibyo y la princesa Putri Kuswisnuwardhani de la familia real más alta del Sunanato de Surakarta. El concurso se estableció en 1992 y se considera el concurso de belleza nacional más antiguo de Indonesia, siendo la primera Puteri Indonesia Indira Paramarini Sudiro, quien fue coronada como Puteri Indonesia 1992 y ganó el título de Miss ASEAN 1992. Donde Puteri Indonesia 1996, Alya Rohali obtuvo su título por el reinado más largo en la historia del concurso, de 1996 a 1999.
Puteri Indonesia comenzó a elegir a la ganadora de Miss Universo en 1993, pero en 1996, la ganadora se vio obligada a retirarse de competir en el certamen de Miss Universo por la ex primera dama, Tien Suharto, quien era la esposa del difunto segundo presidente de la República de Indonesia, Suharto.
La ganadora de Puteri Indonesia fue enviada nuevamente a Miss Universo, Miss Internacional y Miss Supranacional, luego de recibir un gran apoyo y permisos de Megawati Sukarnoputri, quien fue elegida como la primera mujer presidenta de Indonesia. Desde entonces, el concurso de Puteri Indonesia se llevó a cabo consecutivamente todos los años y la ganadora fue enviada a los concursos de belleza internacionales, comenzó con Artika Sari Devi Kusmayadi, quien representaba a Indonesia en el Miss Universo 2005 en Tailandia, siguiendo con Rahma Landy Sjahruddin en el Miss Internacional 2007 en Japón, Alessandra Khadijah Usman en Miss Asia Pacific World 2011 en Chile y luego en 2013 Cokorda Istri Krisnanda Widani compitió en Miss Supranacional 2013 en Bielorrusia.

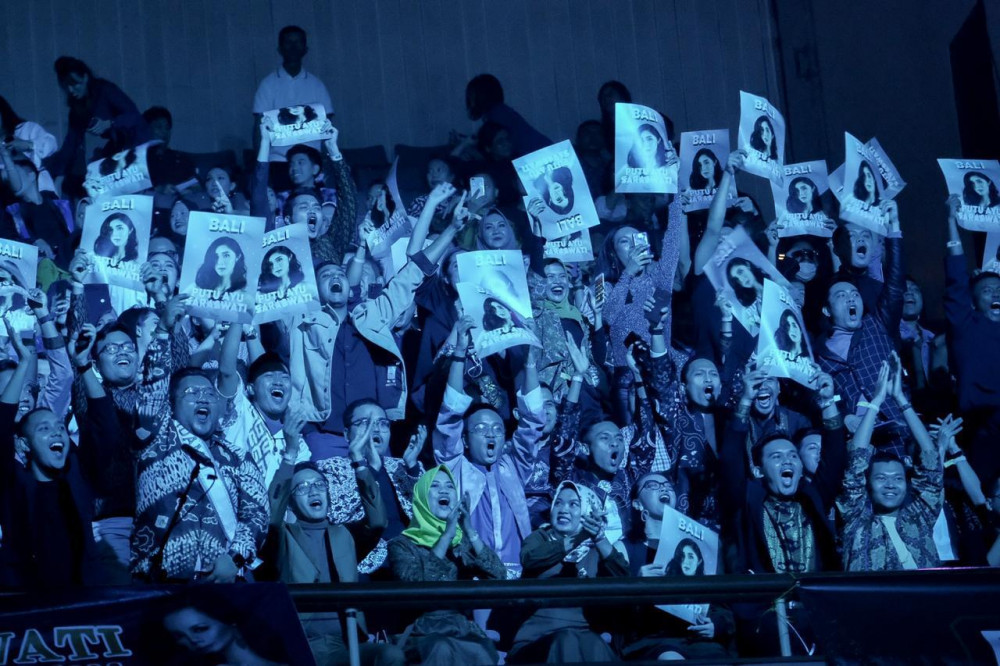
«Amantes de concursos de belleza indonesios» dando su apoyo mientras las candidatas competían en la noche de coronación final de Puteri Indonesia 2020.

El concurso de Puteri Indonesia se lleva a cabo tradicionalmente en marzo, junto con la celebración del Día Internacional de la Mujer. Puteri Indonesia se lleva a cabo anualmente para coronar a tres ganadoras principales, a saber, Puteri Indonesia (Miss Universo Indonesia), Puteri Indonesia Lingkungan (Miss Internacional Indonesia) y Puteri Indonesia Pariwisata (Miss Supranacional Indonesia); cada una representará a Indonesia en su respectivo concurso internacional. La selección de candidatas de Puteri Indonesia comienza desde el nivel provincial, las candidatas elegidas competirán en el concurso nacional, que se lleva a cabo anualmente en Yakarta. Por lo general, todos los años, la ganadora de Miss Universo, Miss Internacional y Miss Supranacional asisten a la prestigiosa coronación de Puteri Indonesia como las principales estrellas invitadas. La Organización Puteri Indonesia cuenta con el apoyo generalizado del Presidente y el Gabinete de la República de Indonesia. En 2019, Joko Widodo anunció Puteri Indonesia como Patrimonio Cultural Inmaterial Nacional de Indonesia, que transmite los valores de la cultura indonesia y la unión de la sociedad, para celebrar el papel de la mujer en la industria creativa, el medio ambiente, el turismo, la educación y la conciencia social.
En general, la noche de coronación final del concurso se transmite anualmente en Indosiar, pero la edición de 2007 y 2019 hasta el presente se transmitió en SCTV, lo que significa que SCM Network Televisions es la emisora oficial de Puteri Indonesia.
En febrero de 2023, Puteri Indonesia perdió la licencia de Miss Universo ante PT Capella Swastika Karya, quien inició un concurso llamado «Miss Universe Indonesia» y recibió la licencia de Miss Charm, que le permite a la organización enviar a la ganadora del concurso a Miss Internacional en lugar de Miss Universo.

## Coronas internacionales
Las siguientes son las ganadoras de los títulos de Puteri Indonesia a lo largo de los años, incluidos los aspectos más destacados de su actuación en los concursos de belleza internacionales.
Ganadora en los cuatro grandes concursos de belleza internacionales:
- Una - ganadora de Miss Internacional: Kevin Lilliana Junaedy (2017)

Ganadora en los sub-principales concursos internacionales de belleza:
- Una - ganadora de Miss Grand Internacional: Ariska Putri Pertiwi (2016)

## El concurso

### Títulos
Tenga en cuenta que el año designa el momento en que Puteri Indonesia adquirió esa franquicia de concurso en particular.
Actuales
- Miss Internacional (2007-presente)
- Miss Supranacional (2013-presente)
- Miss Charm (2024-presente)
- Miss Cosmo (2024-presente)

Anteriores
- Miss Universo (1992-2023)
- Miss Mundo (2005)
- Miss Grand Internacional (2013, 2016-2017)
- Miss Asia Pacific World (2011-2012)
- World Miss University (1995)

### Premios

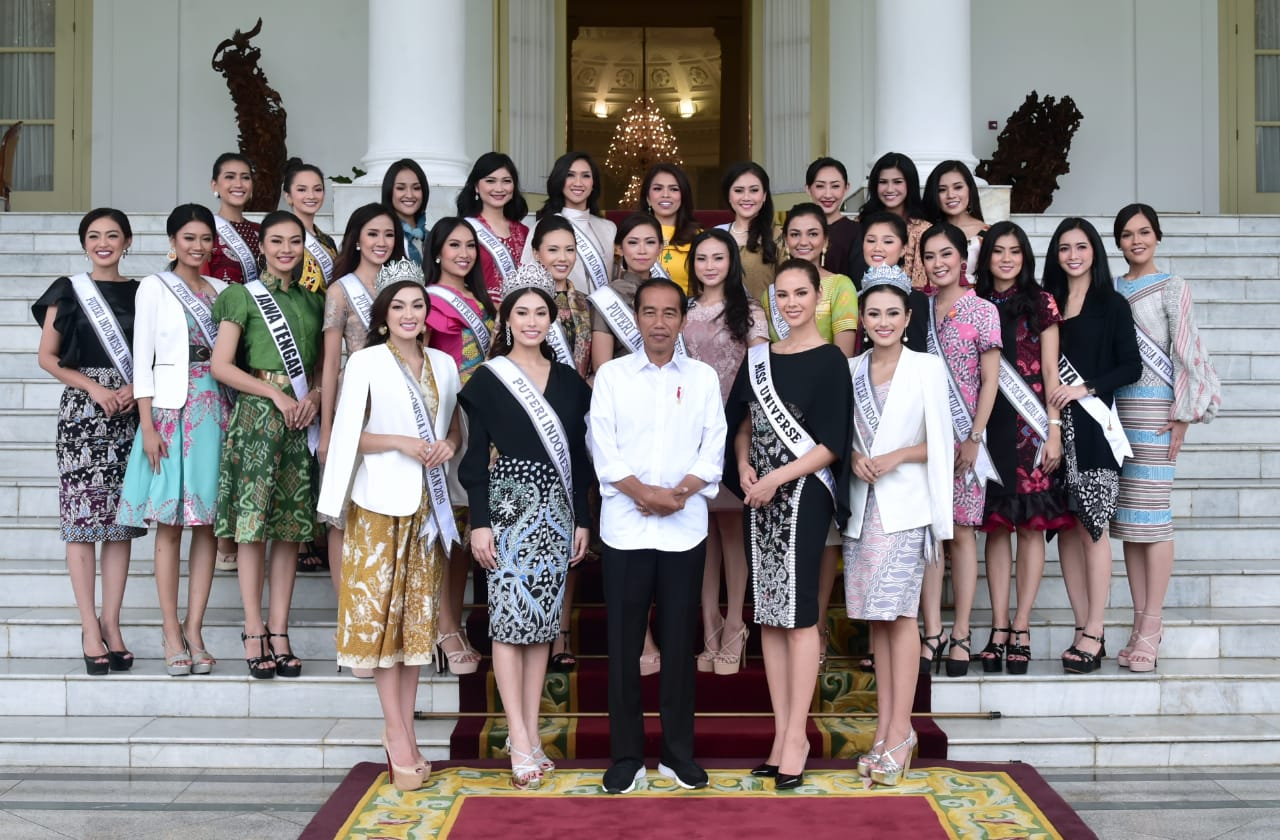
Todas las ganadoras de los premios de Puteri Indonesia y Miss Universo 2018, Catriona Gray se reúnen con el presidente Joko Widodo en 2019.

Los premios especiales que se presentan con mayor frecuencia en las ediciones de Puteri Indonesia cada año:
Actuales
- Puteri Indonesia Persahabatan (Miss Simpatía) (1992-presente)[22]
- Puteri Indonesia Berbakat (Miss Talento) (1992-presente)[23]
- Puteri Indonesia Intelegensia (Miss Inteligencia - las tres ganadoras de Puteri Indonesia Intelegensia recibirán los programas completos de becas de maestría) (1995-presente)[24][25]
- Mejor Traje Tradicional (2002, 2015-presente)
- Mejor Vestido de Noche (2018-presente)
- Puteri Indonesia Digital & Sosial Media (Premio People's Choice: votación a través del sitio web y las redes sociales de Puteri Indonesia) (2020-presente)
- Puteri Indonesia Kepulauan (Princesas Favoritas de las Islas) (2007-presente)
  - Puteri Indonesia Sumatera (Sumatra)
  - Puteri Indonesia Jawa (Java)
  - Puteri Indonesia Bali Nusa Tenggara (Lesser Sunda Islands)
  - Puteri Indonesia Kalimantan (Borneo)
  - Puteri Indonesia Sulawesi (Célebes)
  - Puteri Indonesia Timur (Indonesia Oriental)

Anteriores
- Puteri Indonesia Favorit (Premio People's Choice) (1992-2011)
- Puteri Indonesia Fotogenik (Miss Fotogénica) (1992-2001)
- Puteri Indonesia Lingkungan (Miss Medio Ambiente) (1993-1996, 2004-2005)
- Puteri Indonesia Pariwisata (Miss Turismo) (1994-1996, 2004-2005)

## Ganadoras
Las siguientes son los ganadoras de Puteri Indonesia desde 1992 hasta el presente con sus títulos específicos:
- Puteri Indonesia (1992-presente)
- Puteri Indonesia Lingkungan (2006-presente)
- Puteri Indonesia Pariwisata (2006-presente)
- Puteri Indonesia Pendidikan (2025-presente)
- Puteri Indonesia Pendidikan & Kebudayaan (2024)
- Puteri Indonesia Perdamaian (2016-2018)

### Puteri Indonesia
| Año  | Puteri Indonesia            | Provincia             | Ref.   |
| ---- | --------------------------- | --------------------- | ------ |
| 1992 | Indira Paramarini Sudiro    | RCE Yakarta           |        |
| 1994 | Venna Melinda Bruglia       | RCE Yakarta           |        |
| 1995 | Susanty Manuhutu            | Molucas               |        |
| 1996 | Alya Rohali                 | RCE Yakarta 1         |        |
| 2000 | Bernika Irnadianis Ifada    | RCE Yakarta 3         |        |
| 2001 | Angelina Sondakh            | Célebes Septentrional |        |
| 2002 | Melanie Putria              | Sumatra Occidental    |        |
| 2003 | Dian Khrisna                | RCE Yakarta 2         |        |
| 2004 | Artika Sari Devi            | Bangka-Belitung       |        |
| 2005 | Nadine Chandrawinata        | RCE Yakarta 4         |        |
| 2006 | Agni Pratistha              | Java Central          |        |
| 2007 | Putri Raemawasti            | Java Oriental         |        |
| 2008 | Zivanna Letisha Siregar     | RCE Yakarta 6         |        |
| 2009 | Qory Sandioriva             | Aceh                  |        |
| 2010 | Nadine Alexandra            | RCE Yakarta 4         | [ 26 ] |
| 2011 | Maria Selena Nurcahya       | Java Central          | [ 27 ] |
| 2013 | Whulandary Herman           | Sumatra Occidental    | [ 28 ] |
| 2014 | Elvira Devinamira           | Java Oriental         | [ 29 ] |
| 2015 | Anindya Kusuma Putri        | Java Central          | [ 30 ] |
| 2016 | Kezia Warouw                | Célebes Septentrional | [ 31 ] |
| 2017 | Bunga Jelitha               | RCE Yakarta 5         | [ 32 ] |
| 2018 | Sonia Fergina Citra         | Bangka-Belitung       | [ 33 ] |
| 2019 | Frederika Cull              | RCE Yakarta 1         | [ 34 ] |
| 2020 | Ayu Maulida                 | Java Oriental         | [ 35 ] |
| 2022 | Laksmi De-Neefe Suardana    | Bali                  | [ 36 ] |
| 2023 | Farhana Nariswari Wisandana | Java Occidental 1     | [ 37 ] |
| 2024 | Harashta Haifa Zahra        | Java Occidental       | [ 38 ] |
| 2025 | Firsta Yufi                 | Java Oriental         | [ 39 ] |

### Puteri Indonesia Lingkungan, Pariwisata, y Pendidikan
| Año  | Puteri Indonesia Lingkungan                    | Puteri Indonesia Pariwisata                          | Puteri Indonesia Perdamaian                  | Ref.   |
| ---- | ---------------------------------------------- | ---------------------------------------------------- | -------------------------------------------- | ------ |
| 2006 | Ananda Krista Algani (Borneo Meridional)       | Rahma Landy Sjahruddin (RCE Yakarta 5)               | Título otorgado a partir de 2016             |        |
| 2007 | Duma Riris Silalahi (Sumatra Septentrional)    | Ika Fiyonda Putri (RCE Yakarta 4)                    | Título otorgado a partir de 2016             |        |
| 2008 | Ayu Diandra Sari Tjakra (Bali)                 | Anggi Mahesti (RE Yogyakarta)                        | Título otorgado a partir de 2016             |        |
| 2009 | Zukhriatul Hafizah (Sumatra Occidental)        | Isti Ayu Pratiwi (Molucas Septentrionales)           | Título otorgado a partir de 2016             |        |
| 2010 | Reisa Kartikasari (RE Yogyakarta)              | Alessandra Usman (Gorontalo)                         | Título otorgado a partir de 2016             | [ 26 ] |
| 2011 | Liza Elly Purnamasari (Java Oriental)          | Andi Tenri Natassa (Célebes Meridional)              | Título otorgado a partir de 2016             | [ 27 ] |
| 2013 | Marisa Sartika Maladewi (Sumatra Meridional)   | Cokorda Istri Krisnanda Widani (Bali)                | Título otorgado a partir de 2016             | [ 28 ] |
| 2014 | Elfin Pertiwi Rappa (Sumatra Meridional)       | Lily Estelita Liana (RE Yogyakarta)                  | Título otorgado a partir de 2016             | [ 29 ] |
| 2015 | Chintya Fabyola (Borneo Occidental)            | Gresya Maaliwuga (Célebes Septentrional)             | Título otorgado a partir de 2016             | [ 30 ] |
| 2016 | Felicia Hwang (Lampung)                        | Intan Aletrinö (Sumatra Occidental)                  | Ariska Putri Pertiwi (Sumatra Septentrional) | [ 31 ] |
| 2017 | Kevin Lilliana Junaedy (Java Occidental)       | Karina Nadila (Islas menores de la Sonda orientales) | Dea Rizkita (Java Central)                   | [ 32 ] |
| 2018 | Vania Herlambang (Bantén)                      | Wilda Situngkir (Borneo Occidental)                  | Dilla Fadiela (RE Yogyakarta)                | [ 33 ] |
| 2019 | Jolene Marie Rotinsulu (Célebes Septentrional) | Jesica Fitriana (Java Occidental)                    | Título no otorgado entre 2019 y 2023         | [ 34 ] |
| 2020 | Ayu Saraswati (Bali)                           | Jihane Almira Chedid (Java Central)                  | Título no otorgado entre 2019 y 2023         | [ 35 ] |
| 2022 | Cindy May McGuire (RCE Yakarta 5)              | Adinda Cresheilla (Java Oriental)                    | Título no otorgado entre 2019 y 2023         | [ 36 ] |
| 2023 | Yasinta Aurellia (Java Oriental)               | Lulu Zaharani (Lampung)                              | Título no otorgado entre 2019 y 2023         | [ 40 ] |
| Año  | Puteri Indonesia Lingkungan                    | Puteri Indonesia Pariwisata                          | Puteri Indonesia Pendidikan & Kebudayaan     | Ref.   |
| 2024 | Sophie Kirana (RE Yogyakarta)                  | Ketut Permata Juliastrid (Bali)                      | Melati Tedja (Java Oriental)                 | [ 38 ] |
| Año  | Puteri Indonesia Lingkungan                    | Puteri Indonesia Pariwisata                          | Puteri Indonesia Pendidikan                  | Ref.   |
| 2025 | Melliza Xaviera (RCE Yakarta 1)                | Salma Ranggita (Sumatra Meridional 1)                | Rinanda Maharani (Borneo Oriental)           | [ 39 ] |

### Títulos restantes
| Año  | Puteri Indonesia Kebudayaan | Puteri Indonesia Inovasi & Teknologi  | Ref.   |
| ---- | --------------------------- | ------------------------------------- | ------ |
| 2025 | Syafira Mardhiyah (Bantén)  | Maharani Divaningtyas (RE Yogyakarta) | [ 41 ] |

## Representación internacional

### Puteri Indonesia
: Declarada como ganadora
     : Terminó como finalista
     : Terminó como una de las semifinalistas o cuartofinalistas
     : Terminó como ganadora de premios especiales
- Sin concurso en 1993, 1997-1999, 2012, y 2021.

| Año                             | Provincia                       | Puteri Indonesia                | Concurso internacional          | Posición                                       | Premios especiales                                                                 |                                 |
| Declarada como Puteri Indonesia | Declarada como Puteri Indonesia | Declarada como Puteri Indonesia | Declarada como Puteri Indonesia | Declarada como Puteri Indonesia                | Declarada como Puteri Indonesia                                                    | Declarada como Puteri Indonesia |
| ------------------------------- | ------------------------------- | ------------------------------- | ------------------------------- | ---------------------------------------------- | ---------------------------------------------------------------------------------- | ------------------------------- |
| 1992                            | RCE Yakarta                     | Indira Paramarini Sudiro        | Miss Universo 1993              | Se retiró durante la competencia               | Se retiró durante la competencia                                                   |                                 |
| 1994                            | RCE Yakarta                     | Venna Melinda Bruglia           | Miss Universo 1994              | No compitió, pero permaneció como observadora. | No compitió, pero permaneció como observadora.                                     |                                 |
| 1995                            | Molucas                         | Susanty Manuhutu                | Miss Universo 1995              | No clasificó                                   | Miss Clairol Herbal Essences                                                       |                                 |
| 1996                            | RCE Yakarta                     | Alya Rohali                     | Miss Universo 1996              | No clasificó                                   |                                                                                    |                                 |
| 2000                            | RCE Yakarta                     | Bernika Ifada                   | Miss Universo 2001              | No compitió                                    | No compitió                                                                        |                                 |
| 2001                            | Célebes Septentrional           | Angelina Sondakh                | Miss Universo 2002              | No compitió                                    | No compitió                                                                        |                                 |
| 2002                            | Sumatra Occidental              | Melanie Putria                  | Miss Universo 2003              | No compitió                                    | No compitió                                                                        |                                 |
| 2003                            | RCE Yakarta                     | Dian Krishna Nawawi             | Miss Universo 2004              | No compitió                                    | No compitió                                                                        |                                 |
| 2004                            | Bangka-Belitung                 | Artika Sari Devi                | Miss Universo 2005              | Top 15                                         | Miss Simpatía (1.ª finalista)                                                      |                                 |
| 2005                            | RCE Yakarta                     | Nadine Chandrawinata            | Miss Universo 2006              | No clasificó                                   | Mejor traje nacional (1.ª finalista)                                               |                                 |
| 2006                            | Java Central                    | Agni Pratistha                  | Miss Universo 2007              | No clasificó                                   |                                                                                    |                                 |
| 2007                            | Java Oriental                   | Putri Raemawasti                | Miss Universo 2008              | No clasificó                                   | Miss Simpatía (1.ª finalista)                                                      |                                 |
| 2008                            | RCE Yakarta                     | Zivanna Letisha Siregar         | Miss Universo 2009              | No clasificó                                   | Voto de popularidad (a través del sitio web de Miss Universo)                      |                                 |
| 2009                            | Aceh                            | Qory Sandioriva                 | Miss Universo 2010              | No clasificó                                   |                                                                                    |                                 |
| 2010                            | RCE Yakarta                     | Nadine Alexandra                | Miss Universo 2011              | No clasificó                                   |                                                                                    |                                 |
| 2011                            | Java Central                    | Maria Selena Nurcahya           | Miss Universo 2012              | No clasificó                                   | Mejor traje nacional (9.º puesto)                                                  |                                 |
| 2013                            | Sumatra Occidental              | Whulandary Herman               | Miss Universo 2013              | Top 16                                         | Mejor traje nacional (3.ª finalista)                                               |                                 |
| 2014                            | Java Oriental                   | Elvira Devinamira               | Miss Universo 2014              | Top 15                                         | Mejor traje nacional                                                               |                                 |
| 2015                            | Java Central                    | Anindya Kusuma Putri            | Miss Universo 2015              | Top 15                                         | Mejor traje nacional (top 10)                                                      |                                 |
| 2016                            | Célebes Septentrional           | Kezia Warouw                    | Miss Universo 2016              | Top 13                                         | - Miss Phoenix Smile - Mejor traje nacional (top 12) - Voto de popularidad (top 3) |                                 |
| 2017                            | RCE Yakarta                     | Bunga Jelitha                   | Miss Universo 2017              | No clasificó                                   |                                                                                    |                                 |
| 2018                            | Bangka-Belitung                 | Sonia Fergina Citra             | Miss Universo 2018              | Top 20                                         |                                                                                    |                                 |
| 2019                            | RCE Yakarta                     | Frederika Cull                  | Miss Universo 2019              | Top 10                                         |                                                                                    |                                 |
| 2020                            | Java Oriental                   | Ayu Maulida                     | Miss Universo 2020              | Top 21                                         |                                                                                    |                                 |
| 2022                            | Bali                            | Laksmi De-Neefe Suardana        | Miss Universo 2022              | No clasificó                                   |                                                                                    |                                 |
| 2023                            | Java Occidental 1               | Farhana Nariswari Wisandana     | Miss Internacional 2023         | No clasificó                                   | Mejor en traje de noche                                                            |                                 |
| 2024                            | Java Occidental                 | Harashta Haifa Zahra            | Miss Supranacional 2024         | Miss Supranacional 2024                        | - Miss Talento - Miss Influencer (top 5) - Supra-Chat (semifinalista)              |                                 |
| 2025                            | Java Oriental                   | Firsta Yufi                     | Miss Supranacional 2025         | Top 24                                         | Miss Supranacional Asia                                                            |                                 |

Notas
1. ↑  Venna Melinda Bruglia representó a Indonesia como observadora en Miss Universo 1994.
2. ↑  Recientemente, Angelina Sondakh no figuraba en la lista del sitio web de Puteri Indonesia y su título fue revocado debido a su escándalo de corrupción que provocó que fuera castigada con 12 años de prisión.[43]

### Primera finalista
: Declarada como ganadora
     : Terminó como finalista
     : Terminó como una de las semifinalistas o cuartofinalistas
     : Terminó como ganadora de premios especiales
Además de coronar a la nueva Puteri Indonesia, al final del evento de la noche electoral, Puteri Indonesia elegirá a las princesas según lo determinen los jueces. La ganadora de Puteri Indonesia Lingkungan 2006 recibió el título de Miss Asia Pacífico Internacional en 2007, pero después de que el concurso se canceló muchas veces, la competencia internacional se trasladó a Miss Internacional. Comenzó el 2008 y la ganadora de Puteri Indonesia Lingkungan se convierte automáticamente en Miss Internacional Indonesia y representa a Indonesia en el concurso de Miss Internacional desde 2008. Después de perder la licencia de Miss Universo en 2023, la primera finalista pasará al certamen de Miss Supranacional y se renombrará como Puteri Indonesia Pariwisata.
- Sin concurso en 1993, 1997-1999, 2012, y 2021.

#### Antes de Puteri Indonesia Lingkungan
| Año                              | Provincia                        | Primera finalista                | Concurso internacional           | Posición                                 | Premios especiales                       |                                  |
| Declarada como primera finalista | Declarada como primera finalista | Declarada como primera finalista | Declarada como primera finalista | Declarada como primera finalista         | Declarada como primera finalista         | Declarada como primera finalista |
| -------------------------------- | -------------------------------- | -------------------------------- | -------------------------------- | ---------------------------------------- | ---------------------------------------- | -------------------------------- |
| 1992                             | RCE Yakarta                      | Caroline Octavia                 | —                                | No compitió en un concurso internacional | No compitió en un concurso internacional |                                  |
| 1994                             | Sumatra Septentrional            | Irma Rahmayani Lubis             | —                                | No compitió en un concurso internacional | No compitió en un concurso internacional |                                  |
| 1995                             | RCE Yakarta                      | Rosa Andriani Rai                | World Miss Universe 1995         | No clasificó                             |                                          |                                  |
| 1996                             | Java Central                     | Dyah Palipur Yudhawati           | —                                | No compitió en un concurso internacional | No compitió en un concurso internacional |                                  |
| 2000                             | RE Yogyakarta                    | Mandy Andriani Tutuarima         | —                                | No compitió en un concurso internacional | No compitió en un concurso internacional |                                  |
| 2001                             | Molucas                          | Helena Yorantina Souissa         | —                                | No compitió en un concurso internacional | No compitió en un concurso internacional |                                  |
| 2002                             | Aceh                             | Meutia Taurissa Susmex           | —                                | No compitió en un concurso internacional | No compitió en un concurso internacional |                                  |
| 2003                             | Borneo Ocidental                 | Sisca Amelia                     | —                                | No compitió en un concurso internacional | No compitió en un concurso internacional |                                  |
| 2004                             | Bantén                           | Nadia Mulya                      | Miss Turismo Internacional 2004  | No compitió                              | No compitió                              |                                  |
| 2005                             | RE Yogyakarta                    | Lindi Cistia Prabha              | Miss Mundo 2005                  | No clasificó                             |                                          |                                  |

#### 2006-presente
| Año                                                                       | Provincia                                                                 | P. I. Lingkungan                                                          | Concurso internacional                                                    | Posición                                                                  | Premios especiales                                                                        |                                                                           |
| Declarada como Puteri Indonesia Lingkungan (Miss Asia Pacífico Indonesia) | Declarada como Puteri Indonesia Lingkungan (Miss Asia Pacífico Indonesia) | Declarada como Puteri Indonesia Lingkungan (Miss Asia Pacífico Indonesia) | Declarada como Puteri Indonesia Lingkungan (Miss Asia Pacífico Indonesia) | Declarada como Puteri Indonesia Lingkungan (Miss Asia Pacífico Indonesia) | Declarada como Puteri Indonesia Lingkungan (Miss Asia Pacífico Indonesia)                 | Declarada como Puteri Indonesia Lingkungan (Miss Asia Pacífico Indonesia) |
| ------------------------------------------------------------------------- | ------------------------------------------------------------------------- | ------------------------------------------------------------------------- | ------------------------------------------------------------------------- | ------------------------------------------------------------------------- | ----------------------------------------------------------------------------------------- | ------------------------------------------------------------------------- |
| 2006                                                                      | Borneo Meridional                                                         | Ananda Krista Algani                                                      | Miss Asia Pacífico 2007                                                   | Concurso cancelado                                                        | Concurso cancelado                                                                        |                                                                           |
| Declarada como Puteri Indonesia Lingkungan (Miss Internacional Indonesia) |                                                                           |                                                                           |                                                                           |                                                                           |                                                                                           |                                                                           |
| 2007                                                                      | Sumatra Septentrional                                                     | Duma Riris Silalahi                                                       | Miss Internacional 2008                                                   | No clasificó                                                              |                                                                                           |                                                                           |
| 2008                                                                      | Bali                                                                      | Ayu Diandra Sari Tjakra                                                   | Miss Internacional 2009                                                   | No clasificó                                                              | Premio People's Choice                                                                    |                                                                           |
| 2009                                                                      | Sumatra Occidental                                                        | Zukhriatul Hafizah                                                        | Miss Internacional 2010                                                   | No clasificó                                                              | Miss Amistad                                                                              |                                                                           |
| 2010                                                                      | RE Yogyakarta                                                             | Reisa Broto Asmoro                                                        | Miss Internacional 2011                                                   | No clasificó                                                              |                                                                                           |                                                                           |
| 2011                                                                      | Java Oriental                                                             | Liza Elly Purnamasari                                                     | Miss Internacional 2012                                                   | No clasificó                                                              |                                                                                           |                                                                           |
| 2013                                                                      | Sumatra Meridional                                                        | Marisa Sartika Maladewi                                                   | Miss Internacional 2013                                                   | No clasificó                                                              | Miss Belleza con Voz (top 5)                                                              |                                                                           |
| 2014                                                                      | Sumatra Meridional                                                        | Elfin Pertiwi Rappa                                                       | Miss Internacional 2014                                                   | Top 10                                                                    | Mejor traje nacional                                                                      |                                                                           |
| 2015                                                                      | Borneo Occidental                                                         | Chintya Fabyola                                                           | Miss Internacional 2015                                                   | No clasificó                                                              | Mejor traje nacional (top 5)                                                              |                                                                           |
| 2016                                                                      | Lampung                                                                   | Felicia Hwang                                                             | Miss Internacional 2016                                                   | Segunda finalista                                                         | Mejor vestuario                                                                           |                                                                           |
| 2017                                                                      | Java Occidental                                                           | Kevin Lilliana Junaedy                                                    | Miss Internacional 2017                                                   | Miss Internacional 2017                                                   | - Mejor vestuario - Premio People's Choice - Miss Panasonic (patrocinador; 1.ª finalista) |                                                                           |
| 2018                                                                      | Bantén                                                                    | Vania Herlambang                                                          | Miss Internacional 2018                                                   | Top 15                                                                    | Embajadora de Panasonic Beauty                                                            |                                                                           |
| 2019                                                                      | Célebes Septentrional                                                     | Jolene Marie Rotinsulu                                                    | Miss Internacional 2019                                                   | Top 8                                                                     | - Embajadora de Panasonic Beauty - Premio People's Choice                                 |                                                                           |
| 2020                                                                      | - Bali                                                                    | Ayu Saraswati                                                             | Miss Internacional 2021                                                   | Concurso cancelado                                                        | Concurso cancelado                                                                        |                                                                           |
| 2022                                                                      | RCE Yakarta 5                                                             | Cindy May McGuire                                                         | Miss Internacional 2022                                                   | No clasificó                                                              |                                                                                           |                                                                           |
| Declarada como Puteri Indonesia Pariwisata (Miss Supranacional Indonesia) |                                                                           |                                                                           |                                                                           |                                                                           |                                                                                           |                                                                           |
| 2023                                                                      | Java Oriental                                                             | Yasinta Aurellia                                                          | Miss Supranacional 2023                                                   | Top 24                                                                    | - Supra Fan-Vote (top 10) - Miss Supra Influencer (top 7) - Miss Talento (top 29)         |                                                                           |
| 2024                                                                      | RE Yogyakarta                                                             | Sophie Kirana Indriyagi                                                   | Miss Internacional 2024                                                   | Cuarta finalista                                                          | Mejor en traje de noche (top 5)                                                           |                                                                           |
| 2025                                                                      | RCE Yakarta 1                                                             | Melliza Xaviera                                                           | Miss Internacional 2025                                                   | Por competir                                                              | Por competir                                                                              |                                                                           |

Notas
1. ↑  Jolene Marie Rotinsulu fue primera finalista y Miss Fotogénica en Miss Celebridad Indonesia 2010 antes de ganar Puteri Indonesia Lingkungan 2019.

### Segunda finalista
: Declarada como ganadora
     : Terminó como finalista
     : Terminó como una de las semifinalistas o cuartofinalistas
     : Terminó como ganadora de premios especiales
Además de coronar a la nueva Puteri Indonesia, al final del evento de la noche electoral, Puteri Indonesia elegirá a las princesas según lo determinen los jueces. La ganadora de Puteri Indonesia Pariwisata se convierte automáticamente en Miss Supranacional Indonesia y representa a Indonesia en el concurso de Miss Supranacional desde 2013, antes iba a representar en Miss Asia Pacífico Mundo en 2011 y 2012. Después de perder la franquicia de Miss Universo en 2023, Puteri Indonesia obtuvo la nueva licencia de Miss Charm. La segunda finalista competirá en el certamen de Miss Charm y será rebautizada como Puteri Indonesia Lingkungan.
- Sin concurso en 1993, 1997-1999, 2012, y 2021.

#### Antes de Puteri Indonesia Pariwisata
| Año                              | Provincia                        | Segunda finalista                  | Concurso internacional           | Posición                                 | Premios especiales                       |                                  |
| Declarada como segunda finalista | Declarada como segunda finalista | Declarada como segunda finalista   | Declarada como segunda finalista | Declarada como segunda finalista         | Declarada como segunda finalista         | Declarada como segunda finalista |
| -------------------------------- | -------------------------------- | ---------------------------------- | -------------------------------- | ---------------------------------------- | ---------------------------------------- | -------------------------------- |
| 1992                             | Lampung                          | Veria Syanusi                      | —                                | No compitió en un concurso internacional | No compitió en un concurso internacional |                                  |
| 1994                             | Sumatra Meridional               | Valentina Tohir                    | —                                | No compitió en un concurso internacional | No compitió en un concurso internacional |                                  |
| 1995                             | Jambi                            | Dian Cahyani                       | —                                | No compitió en un concurso internacional | No compitió en un concurso internacional |                                  |
| 1996                             | Sumatra Occidental               | Gusria Setiani                     | —                                | No compitió en un concurso internacional | No compitió en un concurso internacional |                                  |
| 2000                             | Bali                             | Anak Agung Ayu Inten Leony Pratiwi | —                                | No compitió en un concurso internacional | No compitió en un concurso internacional |                                  |
| 2001                             | Bali                             | Ni Wayan Eka Ciptasari             | —                                | No compitió en un concurso internacional | No compitió en un concurso internacional |                                  |
| 2002                             | RCE Yakarta II                   | Sagita Shinta Pratiwi Wacik        | —                                | No compitió en un concurso internacional | No compitió en un concurso internacional |                                  |
| 2003                             | Molucas                          | Melisa Yasmin Kapitan              | —                                | No compitió en un concurso internacional | No compitió en un concurso internacional |                                  |
| 2004                             | Gorontalo                        | Novia Isabiet Monoarfa             | —                                | No compitió en un concurso internacional | No compitió en un concurso internacional |                                  |
| 2005                             | RCE Yakarta VI                   | Valerina Novita Daniel             | Miss ASEAN 2006                  | Concurso cancelado                       | Concurso cancelado                       |                                  |

#### 2006-presente
| Año                                                                       | Provincia                                                                 | P. I. Pariwisata                                                          | Concurso internacional                                                    | Posición                                                                  | Premios especiales |                                                                           |
| Declarada como Puteri Indonesia Pariwisata (Miss Internacional Indonesia) | Declarada como Puteri Indonesia Pariwisata (Miss Internacional Indonesia) | Declarada como Puteri Indonesia Pariwisata (Miss Internacional Indonesia) | Declarada como Puteri Indonesia Pariwisata (Miss Internacional Indonesia) | Declarada como Puteri Indonesia Pariwisata (Miss Internacional Indonesia) | Declarada como Puteri Indonesia Pariwisata (Miss Internacional Indonesia) | Declarada como Puteri Indonesia Pariwisata (Miss Internacional Indonesia) |
| ------------------------------------------------------------------------- | ------------------------------------------------------------------------- | ------------------------------------------------------------------------- | ------------------------------------------------------------------------- | ------------------------------------------------------------------------- | --- | ------------------------------------------------------------------------- |
| 2006                                                                      | RCE Yakarta 5                                                             | Rahma Landy Sjahruddin                                                    | Miss Internacional 2007                                                   | Top 15                                                                    | |                                                                           |
| Declarada como Puteri Indonesia Pariwisata (Miss Asia Pacífico Indonesia) |                                                                           |                                                                           |                                                                           |                                                                           | |                                                                           |
| 2007                                                                      | RCE Yakarta 4                                                             | Ika Fiyonda Putri                                                         | Miss Asia Pacífico 2008                                                   | No compitió                                                               | No compitió |                                                                           |
| 2008                                                                      | RE Yogyakarta                                                             | Anggi Mahesti                                                             | Miss Asia Pacífico 2009                                                   | Concurso cancelado                                                        | Concurso cancelado |                                                                           |
| 2009                                                                      | Molucas Septentrionales                                                   | Isti Ayu Pratiwi                                                          | Miss Asia Pacífico 2010                                                   | Concurso cancelado                                                        | Concurso cancelado |                                                                           |
| 2010                                                                      | Gorontalo                                                                 | Alessandra Usman                                                          | Miss Asia Pacífico Mundo 2011                                             | Primera finalista                                                         | Premio al mejor estilo de vestir |                                                                           |
| 2011                                                                      | Célebes Meridional                                                        | Andi Tenri Natassa                                                        | Miss Asia Pacífico Mundo 2012                                             | Top 15                                                                    | - Mejor traje nacional - Mejor talento (2.ª finalista) |                                                                           |
| Declarada como Puteri Indonesia Pariwisata (Miss Supranacional Indonesia) |                                                                           |                                                                           |                                                                           |                                                                           | |                                                                           |
| 2013                                                                      | Bali                                                                      | Cokorda Istri Krisnanda Widani                                            | Miss Supranacional 2013                                                   | Tercera finalista                                                         | |                                                                           |
| 2014                                                                      | RE Yogyakarta                                                             | Lily Estelita Liana                                                       | Miss Supranacional 2014                                                   | No clasificó                                                              | - Mejor traje nacional |                                                                           |
| 2015                                                                      | Célebes Septentrional                                                     | Gresya Maaliwuga                                                          | Miss Supranacional 2015                                                   | No clasificó                                                              | - Mejor traje nacional - Mejor en traje de noche (top 10) |                                                                           |
| 2016                                                                      | Sumatra Occidental                                                        | Intan Aletrinö                                                            | Miss Supranacional 2016                                                   | Top 10                                                                    | - Miss Multimedia - Miss Popularidad - Miss Elegancia |                                                                           |
| 2017                                                                      | Islas menores de la Sonda orientales                                      | Karina Nadila Niab                                                        | Miss Supranacional 2017                                                   | Top 25                                                                    | - Miss Popularidad - Mejor en traje de noche |                                                                           |
| 2018                                                                      | Borneo Occidental                                                         | Wilda Situngkir                                                           | Miss Supranacional 2018                                                   | Tercera finalista                                                         | - Mejor traje nacional - Miss Supra Model de Asia - Miss Popularidad - Miss Elección de Global Beauties - Ganadora de una pieza de joyería - Ganadora de la Cena Real - Pre-Arrival (top 5) - Sesión de fotos con Raymond Saldana (top 10) |                                                                           |
| 2019                                                                      | Java Occidental                                                           | Jesica Fitriana                                                           | Miss Supranacional 2019                                                   | Segunda finalista                                                         | - Ganadora de Supra Fan Vote - Mujeres de sustancia - Mejor traje nacional (2.ª finalista) |                                                                           |
| 2020                                                                      | Java Central                                                              | Jihane Almira Chedid                                                      | Miss Supranacional 2021                                                   | Top 12                                                                    | - Miss Supranacional Asia - Miss Simpatía - Mejor traje nacional - Ganadora del Supra Fan-Vote - Ganadora del Grupo 4 del Supra Chat - Supra Fan-Vote (top 10) - Miss Elegancia (top 11)                                                   |                                                                           |
| 2022                                                                      | Java Oriental                                                             | Adinda Cresheilla                                                         | Miss Supranacional 2022                                                   | Tercera finalista                                                         | - Ganadora del Supra Chat - Mejor Talento (top 6) - Supra Fan-Vote (top 10) - Supra Model del Año (top 11) - Miss Elegancia (top 15) - Miss Supra Influencer (top 42)                                                                      |                                                                           |
| Declarada como Puteri Indonesia Lingkungan (Miss Charm Indonesia)         |                                                                           |                                                                           |                                                                           |                                                                           | |                                                                           |
| 2023                                                                      | Lampung                                                                   | Lulu Zaharani                                                             | Miss Charm 2024                                                           | No compitió                                                               | No compitió |                                                                           |
| 2024                                                                      | Bali                                                                      | Ketut Permata Juliastrid                                                  | Miss Cosmo 2024                                                           | Miss Cosmo 2024                                                           | Premio Ícono de la Belleza Cosmo |                                                                           |
| 2025                                                                      | Sumatra Meridional 1                                                      | Salma Ranggita Cahyariyani                                                | Miss Cosmo 2025                                                           | Por competir                                                              | Por competir |                                                                           |

Notas
1. ↑  Jihane Almira Chedid compitió en Guess Girl Search South East Asia 2015, donde se posicionó en el Top 15, junto con la ex participante de Puteri Indonesia 2017, Bunga Jelitha como ganadora. También se ubicó en el Top 10 de Nylon Magazine Face Off 2016.[66][67]

## Galería de ganadoras

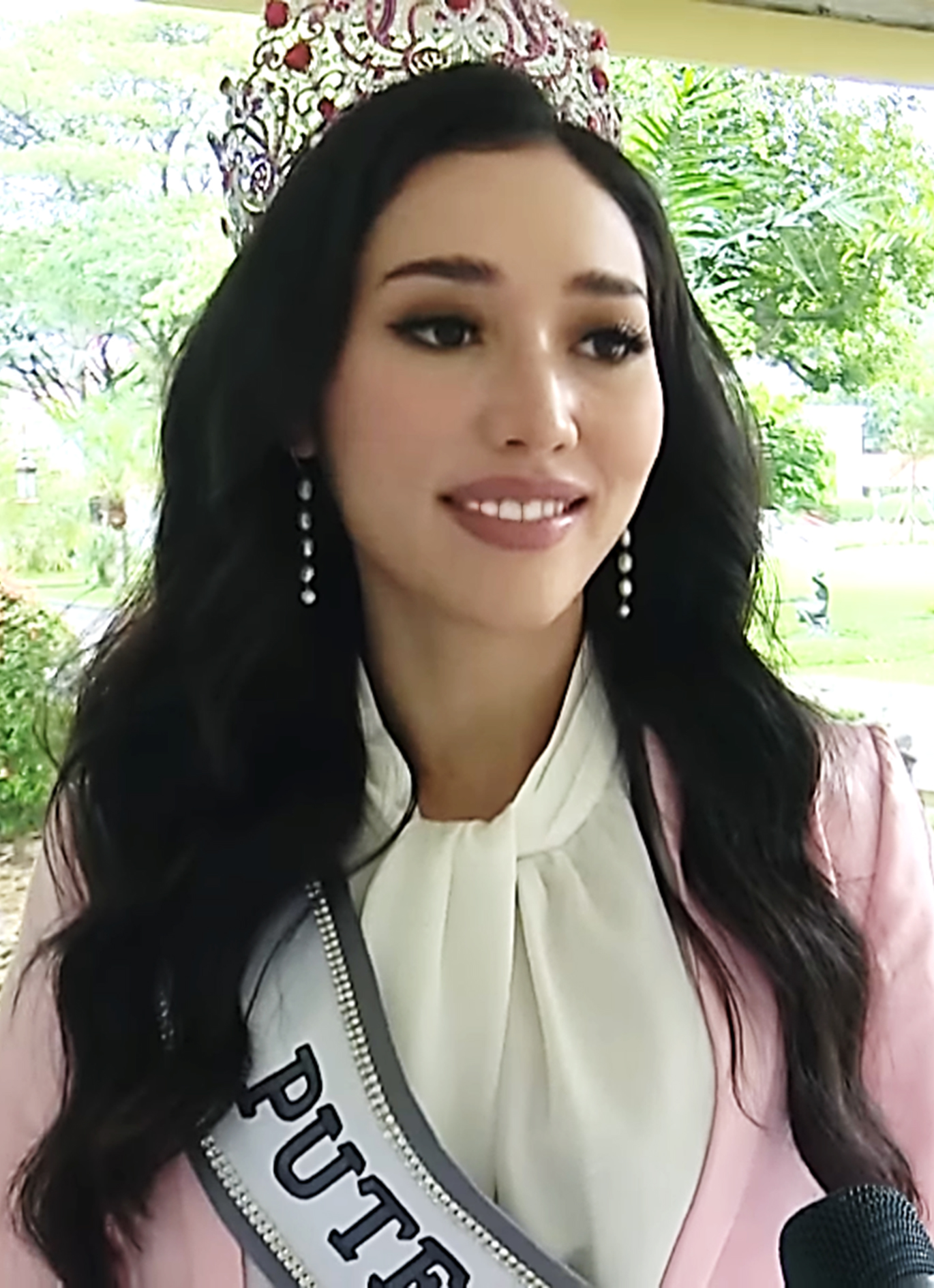
Puteri Indonesia 2022 Laksmi Shari De-Neefe Suardana, de Bali
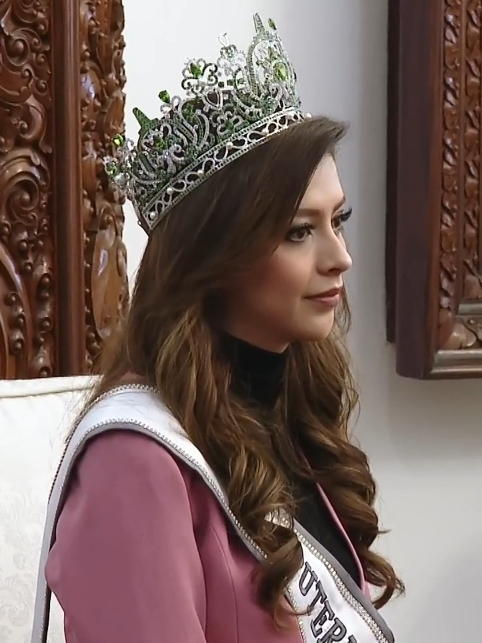
Puteri Indonesia Lingkungan 2022 Cindy May McGuire, de RCE Yakarta
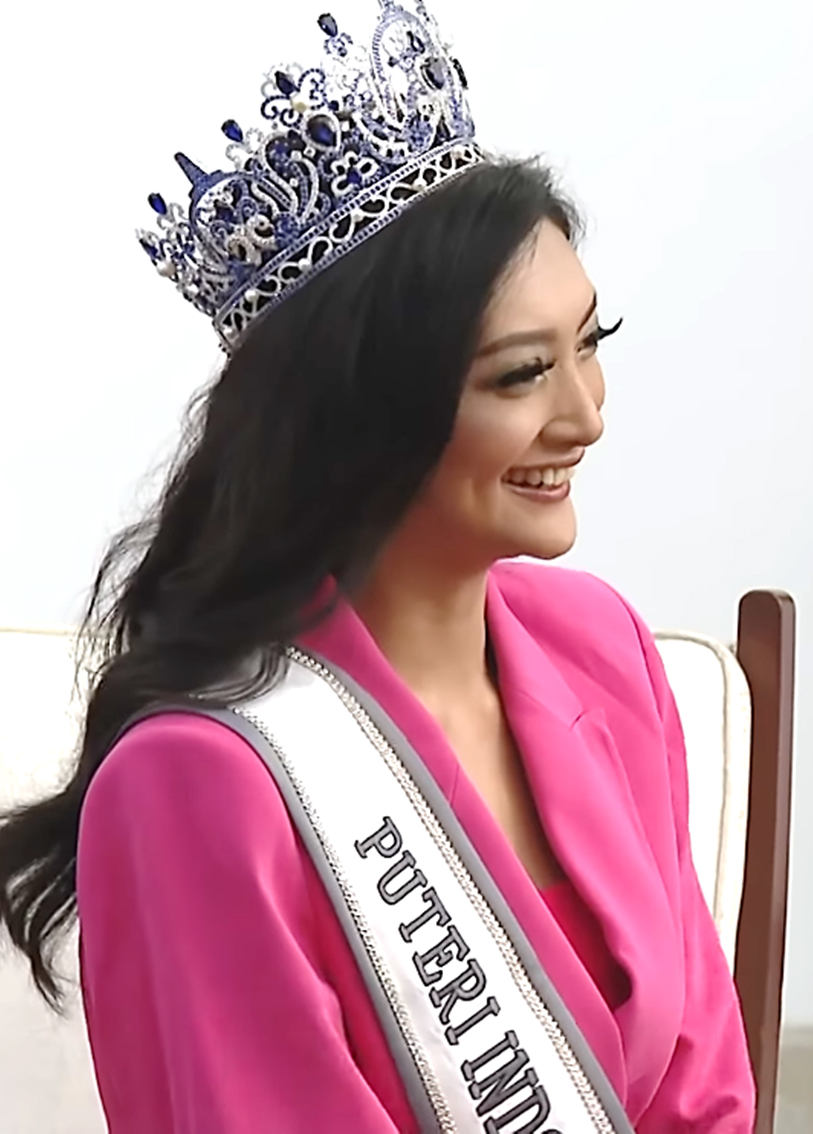
Puteri Indonesia Pariwisata 2022 Adinda Cresheilla, de Java Oriental
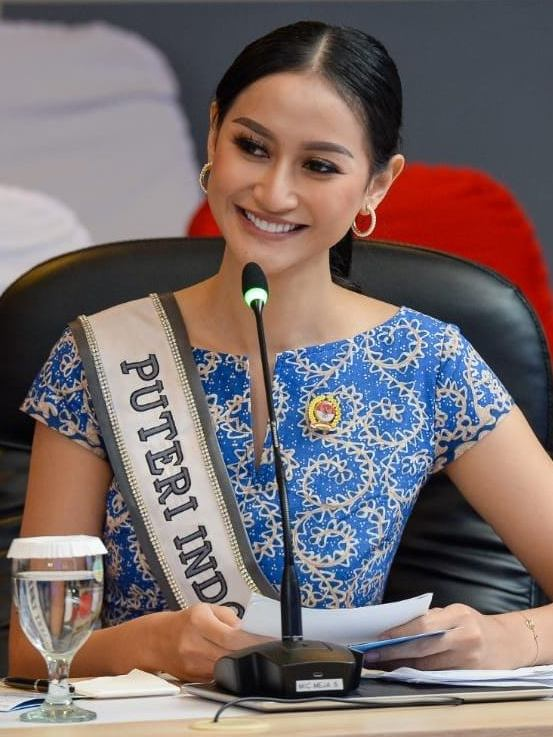
Puteri Indonesia 2020-2021 Raden Roro Ayu Maulida Putri, de Java Oriental
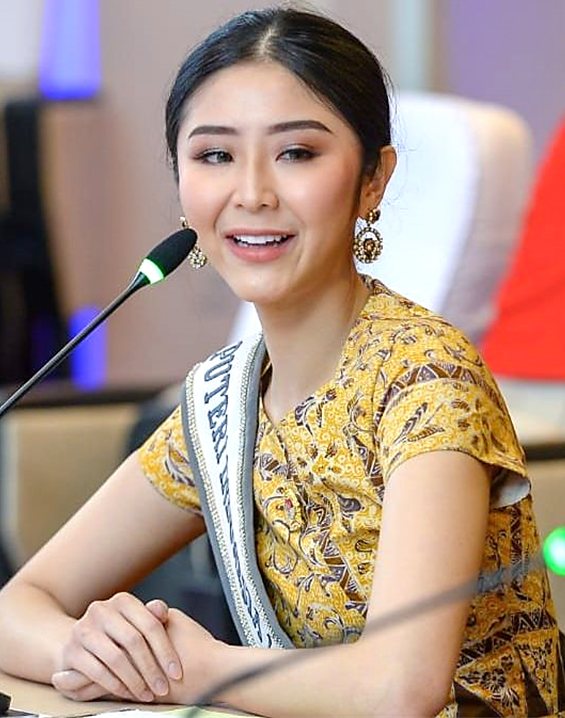
Puteri Indonesia Lingkungan 2020-2021 Putu Ayu Saraswati, de Bali
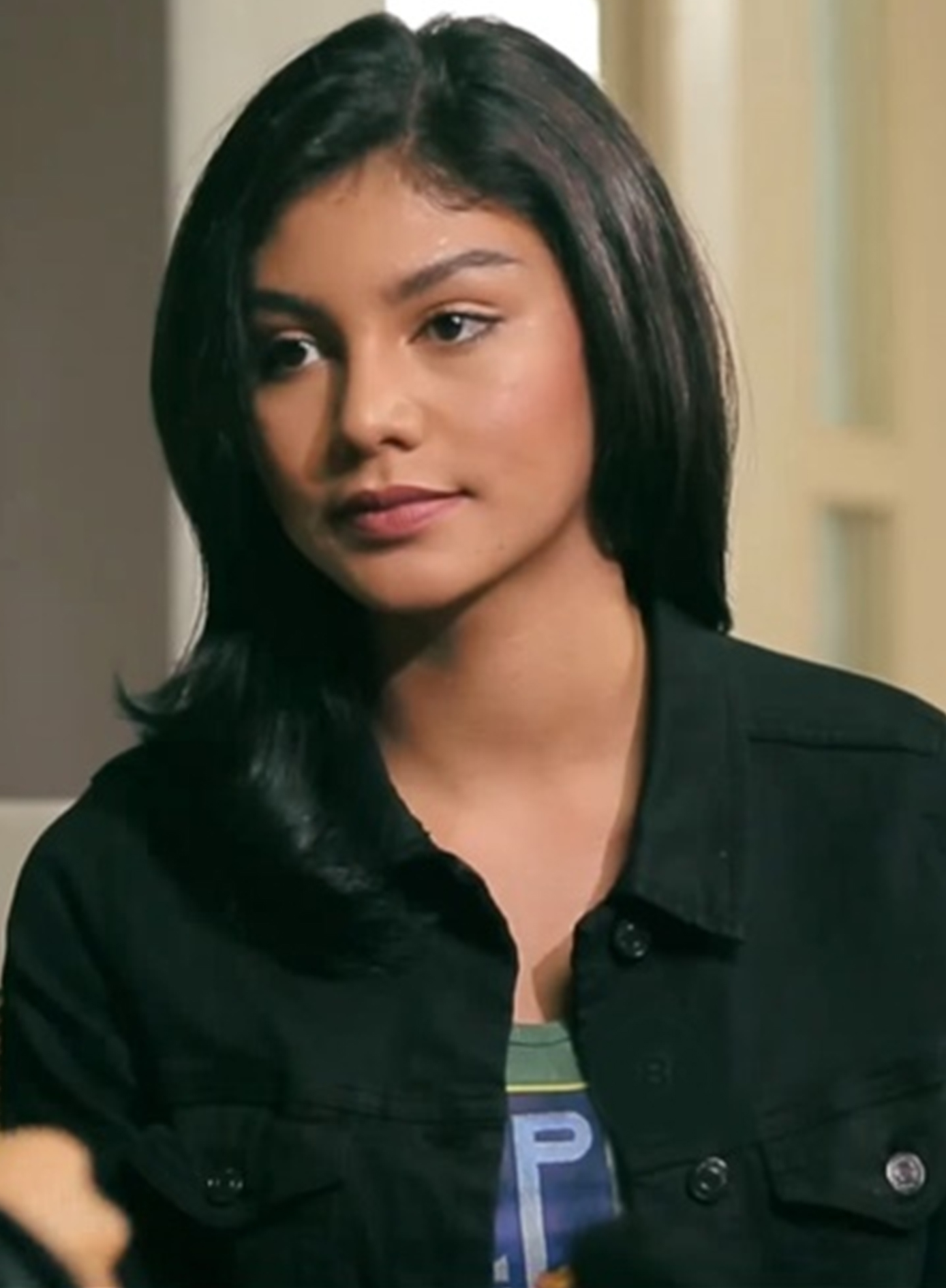
Puteri Indonesia Pariwisata 2020-2021 Jihane Almira Chedid, de Java Central